# Лев XIV
Лев XIV (лат. Leo PP. XIV, итал. Leone XIV; в миру — Ро́берт Фрэ́нсис Прево́ст (англ. Robert Francis Prevost [ˈɹɑ.bɚt ˈfɹænsɪs ˈpɹiːvoʊst]); в русскоязычных источниках также используется неправильная французская передача фамилии — Прево́; род. 14 сентября 1955, Чикаго, Иллинойс, США) — епископ Римско-католической церкви, папа римский с 8 мая 2025 года. Первый в истории папа из Соединённых Штатов Америки и из Северной Америки в целом, второй после своего предшественника Франциска (2013—2025) папа из Нового Света, второй после Адриана IV (1154—1159) понтифик, происходящий из англосферы, и второй после Евгения IV (1431—1447) папа из монашеского ордена августинцев.
В прошлом — американо-перуанский куриальный кардинал. Генеральный настоятель Августинского ордена с 14 сентября 2001 года по 4 сентября 2013 года. Титулярный епископ Суфара и апостольский администратор епархии Чиклайо с 3 ноября 2014 года по 26 сентября 2015 года. Епископ Чиклайо с 26 сентября 2015 года по 30 января 2023 года. Апостольский администратор епархии Кальяо с 14 апреля 2020 года по 26 мая 2021 года. Архиепископ ad personam с 30 января по 30 сентября 2023 года. Кардинал-дьякон с титулярной диаконией Санта-Моника с 30 сентября 2023 года по 6 февраля 2025 года. Кардинал-епископ Альбано с 6 февраля по 8 мая 2025 года. Префект Дикастерии по делам епископов с 30 января 2023 года по 8 мая 2025 года.

## Биография

### Ранние годы и образование

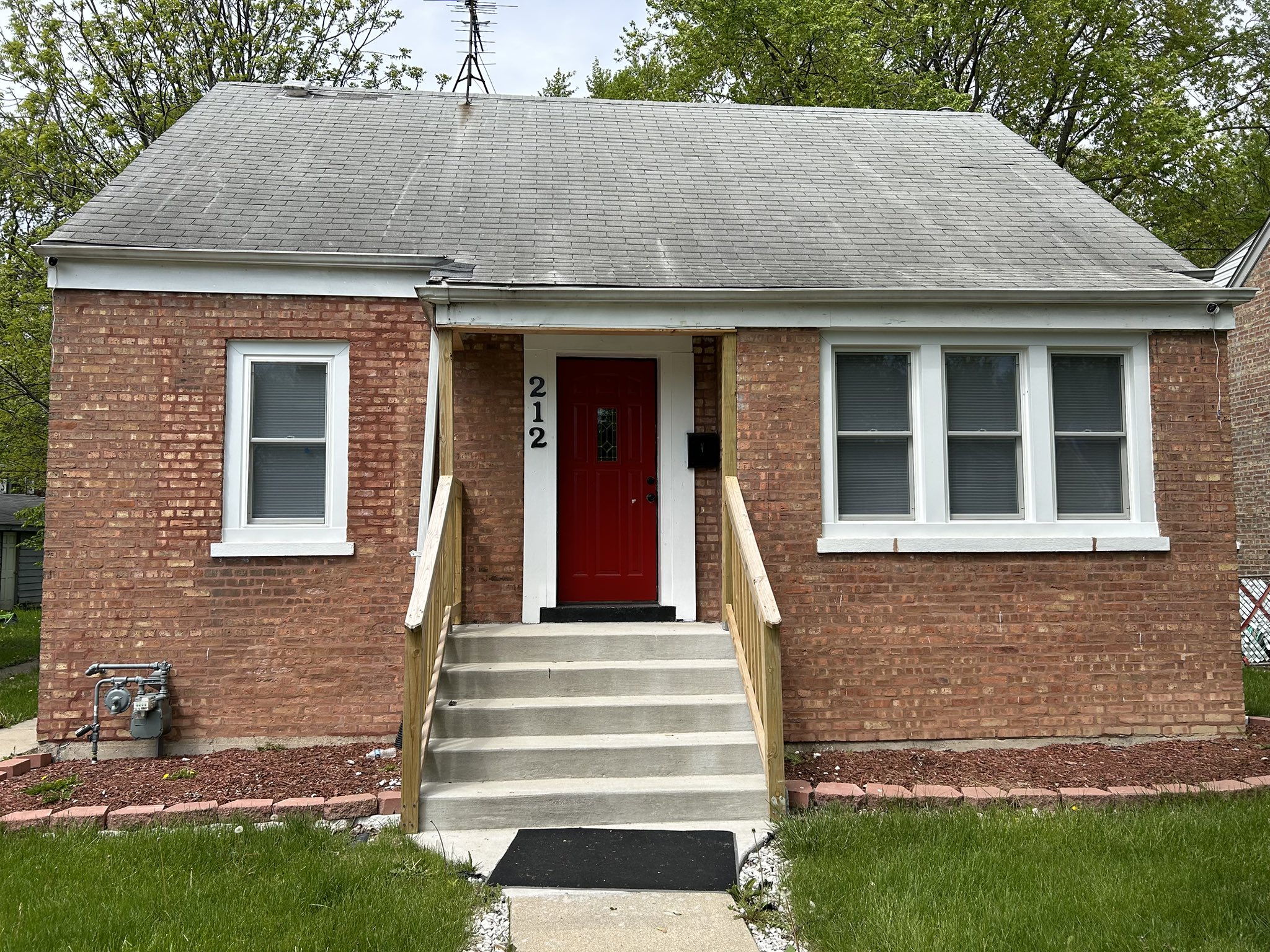
Дом детства Превоста в Долтон (Иллинойс), штат Иллинойс

Родился 14 сентября 1955 года в городе Чикаго штата Иллинойс в семье Луи Мариуса Превоста, школьного администратора, имевшего франко-итальянские корни, и Милдред Мартинес, библиотекаря, предки которой имели испанское происхождение.
В 1973 году получил среднее образование в малой семинарии Августинского ордена. В 1977 году получил степень бакалавра математических наук в Университете Вилланова. Он присоединился к августинцам 1 сентября 1977 года, принял свои первые обеты 2 сентября 1978 года, а принял торжественные обеты 29 августа 1981 года. В следующем году он получил степень магистра богословия в Католическом богословском союзе в Чикаго.

### Священство
Превост был рукоположён в священники Ордена Святого Августина в Риме 19 июня 1982 года. Он получил лиценциат и докторскую степень в области канонического права в Папском университете Святого Фомы Аквинского в Риме в 1984 и 1987 годах, соответственно.
Превост присоединился к миссии августинцев в Перу в 1985 году и с 1985 по 1986 год занимал пост канцлера территориальной прелатуры Чулуканаса. С 1987 по 1988 год он провёл в США в качестве пастора по призваниям и директора миссии августинской провинции Чикаго. Затем он вернулся в Перу, проведя следующие десять лет во главе августинской семинарии в Трухильо и преподавая каноническое право в епархиальной семинарии, где он также был префектом обучения. Он служил судьёй регионального церковного суда и членом Коллегии консультантов Трухильо. Он также возглавлял общину на окраине города.

### Руководство августинским орденом
В 1998 году Превост был избран провинциалом августинской провинции Чикаго и вернулся в Соединённые Штаты, чтобы занять эту должность 8 марта 1999 года.
В 2000 году Превост разрешил Джеймсу Рэю, священнику, которого в то время обвиняли в жестоком обращении с несовершеннолетними, чьё служение было ограничено с 1991 года, поселиться в монастыре августинцев Святого Иоанна Стоуна в Чикаго, несмотря на его непосредственную близость к католической начальной школе. Августинцы не уведомили школьную администрацию о Рэе, которому был назначен наблюдатель во время пребывания в резиденции, и он переехал в другое место жительства в 2002 году, когда церковные власти приняли более строгие правила для священников, обвиняемых в жестоком обращении с несовершеннолетними.
В 2001 году Превост был избран на шестилетний срок генеральным приором августинцев. Он был избран на второй шестилетний срок в 2007 году. С 2013 по 2014 год Превост был директором по образованию в монастыре Святого Августина в Чикаго, а также первым советником и провинциальным викарием провинции Божией Матери Доброго совета, который охватывает Средний Запад.

### Епископ Чиклайо
3 ноября 2014 года папа Франциск назначил Превоста апостольским администратором епархии Чиклайо и титулярным епископом Суфара Епископскую ординацию получил 12 декабря 2014 года. 26 сентября 2015 года он был назначен епископом Чиклайо.
13 июля 2019 года Превост был назначен членом Конгрегации по делам духовенства. 15 апреля 2020 года он был назначен апостольским администратором Кальяо. 21 ноября 2020 года Франциск назначил его членом Конгрегации по делам епископов.
В рамках конференции католических епископов Перу Превост входил в состав постоянного совета на период с 2018 по 2020 год. В 2019 году был избран председателем его Комиссии по образованию и культуре. Он также был членом руководства Каритас. 1 марта 2021 года Превост имел частную аудиенцию у папы Франциска, что вызвало циркуляцию слухов о новом назначении либо в Чикаго, либо в Риме.

### Префект Дикастерии по делам епископов
30 января 2023 года папа Франциск назначил его префектом Дикастерии по делам епископов с 12 апреля с титулом архиепископа-епископа эмерита Чиклайо.

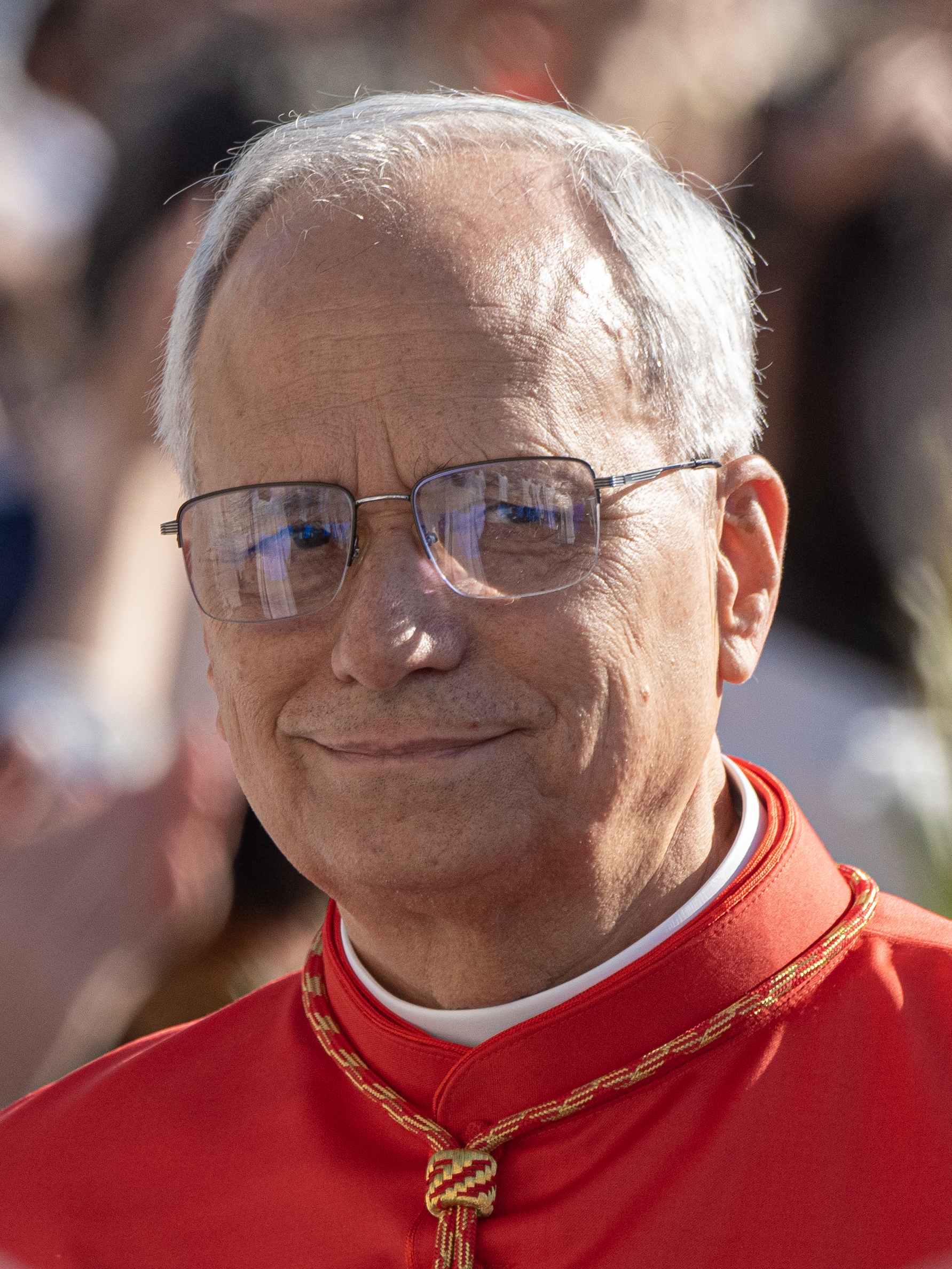
Кардинал Превост, 2023

### Кардинал
9 июля 2023 года папа Франциск объявил, что планирует возвести его в кардиналы на консистории, запланированной на 30 сентября 2023 года.
6 февраля 2025 года папа Франциск возвёл в сан кардиналов-епископов кардинала Роберта Фрэнсиса Превоста, присвоив ему титул субурбикарной епархии Альбано.

### Избрание папой римским
Избран папой римским на конклаве 2025 года 8 мая с четвёртого раза. В 18:08 по центральноевропейскому времени из трубы на крыше Сикстинской капеллы пошёл белый дым. В 19:21 кардинал-протодьякон Доминик Мамберти огласил, что новым папой стал кардинал Роберт Фрэнсис Превост, взявший имя Лев XIV:
|  | Объявляю вам великую радость: у нас есть Папа — Высокопреосвященнейший и Достопочтеннейший господин, господин Роберт Фрэнсис, кардинал Святой Римской Церкви Превост, который взял себе имя Льва Четырнадцатого!. |

## Понтификат

### Первая неделя
Ещё до своей интронизации Лев XIV заявил, что, по его мнению, семья должна состоять из женщины и мужчины. В своей речи перед примерно сотней представителей дипкорпуса Ватикана он отверг все модели семьи, в которых дети воспитываются однополыми или квир-родителями. Это вызвало разочарование у представителей квир-сообщества, надеявшихся, что новый папа продолжит инклюзивную политику своего предшественника.
9 мая 2025 года, на следующий день после избрания, папа Лев XIV отслужил свою первую публичную Мессу pro Ecclesia в Сикстинской капелле в окружении кардиналов. В тот же день была утверждена дата интронизации — 10 часов утра 18 мая. Официальные герб и девиз папы римского были опубликованы 10 мая. 11 мая Лев XIV подписал первые официальные акты своего понтификата, касающиеся назначений в Римской курии. 14 мая папа назначил своего первого епископа — Мигель Анхель Контрерас Льяхаруна получил в управление кафедру Кайяро.

### Интронизация

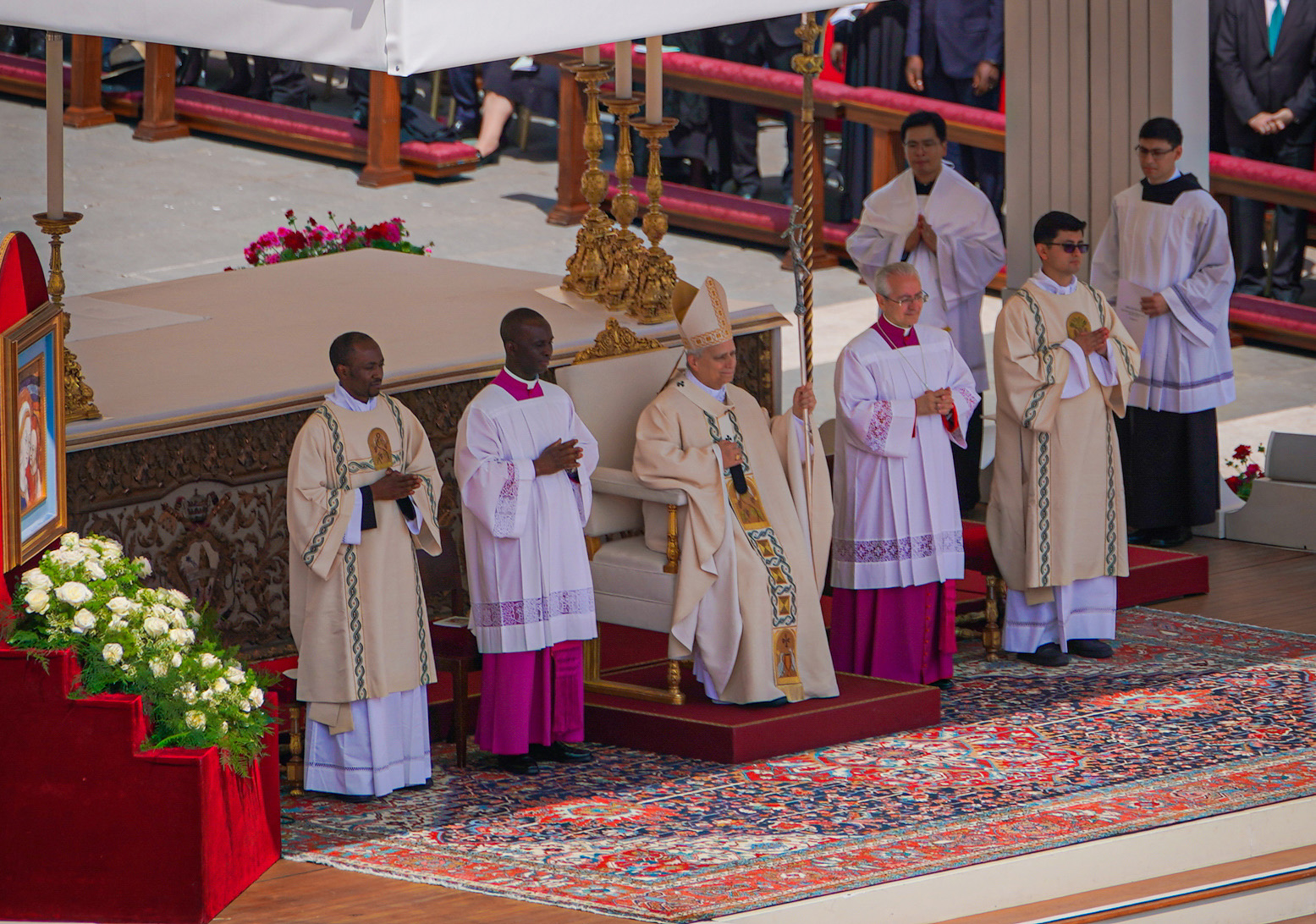
Лев XIV во время интронизации, 18 мая 2025

Торжественная интронизация Льва XIV состоялась 18 мая 2025 года на площади Святого Петра, церемонию посетило свыше 200 тысяч паломников. В первой проповеди папа признал, что считает себя избранным понтификом без каких-либо для того заслуг, поблагодарил всех, кто за него молился, призвал верующих к единению и самоотверженной любви к ближнему, а церковь назвал символом единства и общности, который должен стать «закваской для примирённого мира».
Делегацию Соединённого королевства Великобритании и Северной Ирландии возглавил принц Эдвард, Испании — король Филипп VI и королева Летисия, Польши — президент Анджей Дуда, Аргентины — президент Хавьер Милей, Нигерии — президент Бола Тинубу, Израиля — президент Ицхак Герцог, Канады — премьер-министр Марк Карни, Германии — канцлер Фридрих Мерц, Австралии — премьер-министр Энтони Албаниз, Украины — президент Владимир Зеленский. Первоначально Россию должна была представить министр культуры Ольга Любимова, однако в итоге российская делегация была возглавлена послом России в Ватикане Иваном Солтановским.
21 мая 2025 года Лев XIV провёл первую общую аудиенцию на площади Святого Петра, в которой приняло участие 40 тысяч человек. Интронизационные мероприятия завершились в воскресенье 25 мая 2025 года церемонией официального восхождения папы на кафедру епископа Рима в Латеранской базилике — во время проповеди Лев XIV назвал себя римлянином и выразил надежду, что в будущем Рим будет «всё более узнаваем как город, живущий в духе человечности и цивилизованности, — ценностей, черпающих живительную силу из Евангелия». Вечером после торжеств папа посетил базилику Санта-Мария-Маджоре, где помолился у могилы своего предшественника папы Франциска, а также перед иконой Salus Populi Romani.

### Миротворческая деятельность
Папа Лев XIV продолжает миротворческую линию папы Франциска — он заявляет, что дипломатия должна заставить оружие замолчать, а народы должны заняться делами мира, а не кровопролития. Лев XIV повторяет призыв Франциска «Пусть больше не будет войны!», также выражает обеспокоенность ситуацией в секторе Газа и удовлетворение мирным завершением очередного витка индо-пакистанского конфликта — папа выразил надежду на скорое достижение прочного мирного соглашения. Для папы «не существует „далёких“ конфликтов, когда речь идёт о человеческом достоинстве», а ответственность за жертвы лежит на всех членах мирового сообщества.
Инициативы папы находят одобрение среди мировых правительств. Поддержку миротворческим начинаниям Святого Престола выражает премьер-министр Италии Джорджа Мелони.

#### Российско-украинский конфликт
Понтифик подтверждает готовность провести переговоры между Россией и Украиной на территории Ватикана. Ранее, 14 мая, государственный секретарь Пьетро Паролин, от имени Святого Престола выражая надежду на начало мирного урегулирования российско-украинского конфликта на переговорах 16 мая в Стамбуле, подчеркнул, что папа будет «неизменно призывать к прекращению войны, как уже неоднократно делал с начала понтификата». Президент Российской Федерации Владимир Путин в телефонном разговоре с понтификом 4 июня 2025 года подтвердил заинтересованность в достижении мира на Украине политико-дипломатическим путем, а также выразил главе РКЦ признательность за готовность посодействовать мирному урегулированию.

#### Война на Ближнем Востоке
Реагируя на обострение конфликта между Ираном и Израилем папа призвал стороны быть благоразумными и заявил, что ликвидация угрозы ядерной войны должна основываться на уважении, искреннем диалоге, братстве и общем благе. Особенную обеспокоенность Лев XIV выразил о территориях, где остаётся актуальной проблема организации гуманитарной помощи, но которые рискуют быть забытыми на фоне разгорающегося противостояния.

### Межконфессиональная политика
Лев XIV подчёркивает необходимость межрелигиозного диалога.

#### Экуменическая деятельность
Папа поддерживает начавшееся при Павле VI и Афинагоре сближение католицизма и православия и заявляет, что стремится к восстановлению единства христианской церкви.
11 мая 2025 года папа принял паломников восточного христианского обряда в честь Юбилейного года. Во время встречи папа отметил важность места восточной духовности в христианстве и призвал избегать «манихейских взглядов» при оценке международных конфликтов, а также «не делить мир на хороших и плохих».
15 мая 2025 года в библиотеке Апостольского дворца Лев XIV дал аудиенцию главе УГКЦ Святославу.
19 мая 2025 года в Апостольском дворце состоялась первая встреча папы Льва XIV и Вселенского патриарха Варфоломея. Оба иерарха подтвердили приверженность сохранению диалога между католичеством и православием. Патриарх Варфоломей I подчеркнул важность продолжения линии папы Франциска в вопросах сохранения мира в христианстве и на всей земле. На встрече Лев XIV подтвердил желание посетить Турцию в честь 1700-летия Первого Никейского собора, ориентировочно был назван ноябрь 2025 года. Сам Никейский собор папа считает не только одним из ключевых событий человеческой истории, но и «компасом», который указывает путь к объединению христианства — христианское единство понтифик считает не плодом человеческих усилий, а даром свыше.

### Папская дипломатия
Сам Лев XIV считает дипломатическую деятельность Святого Престола самим проявлением вселенскости Католической церкви. По мнению папы, церковь должна стремиться «достичь и заключить в объятия каждый народ и каждого отдельного человека на этой земле, жаждущего и ищущего истины, справедливости и мира». Ключевыми в организации дипломатической деятельности Ватикана Лев XIV считает понятия мира, справедливости и истины. Дипломаты Святого Престола должны вызывать у понтифика уверенность в том, что через их образ и представительство, Католическая церковь будет сближаться с народами и другими церквями.

#### 2025 год
18 мая папа принял у себя президента Перу Дину Болуарте, президента Украины Владимира Зеленского и вице-президента США Джей Ди Вэнса.
26 мая в рамках празднования 62-го Дня Африки Лев XIV встретился с африканскими паломниками, в числе которых были дипломатические представители африканских стран.
6 июня Лев XIV встретился с президентом Италии Серджо Матареллой. Темами встречи стали события на Украине и Ближнем Востоке, а также вклад католической церкви в развитие итальянского общества. В тот же день папа принял председателя Европейского совета Антониу Кошту, стороны отметили хорошие отношения между Святым Престолом и ЕС, а также обсуждена идея создания фонда для борьбы с голодом и помощи развитию беднейших стран. После, уже 7 июня, состоялась встреча папы и президента Аргентины Хавьера Милея.
11 июня папа встретился с генеральным секретарём ООН Антониу Гутерришем. Лев XIV поддержал миротворческую деятельность организации и обсудил с генсеком предстоящие саммиты под эгидой ООН, вопросы конфликтов и нестабильности в мире, а также вызовы, которые бросают ООН кризисы. Вечером того же дня состоялся телефонный разговор с председателем правительства Испании Педро Санчесом.
13 июня состоялась встреча Льва XIV и президента Ливана Жозефа Ауна, исповедующего католичество; среди тем разговора — вклад католической церкви в развитие ливанского общества, стабилизация политической обстановки в Ливане и необходимость содействия восстановлению мира на Ближнем Востоке.
28 июня папа принял президента Экваториальной Гвинеи Теодоро Обианга Нгему Мбасого; президент отметил значимость вклада католической церкви в развитие в Экваториальной Гвинее здравоохранения, образования и культуры.
2 июля состоялся визит в Ватикан премьер-министра Италии Джорджи Мелони, на следующий день прошла встреча папы и президента Польши Анджея Дуды. Череда встреч завершилась 4 июля аудиенцией с премьер-министром Черногории Милойко Спаичем.

### Канонизация святых
13 июня 2025 года на консистории по канонизации святых Лев XIV объявил о канонизации 7 сентября 2025 года Карло Акутиса и Пьера Джорджо Фрассати; на 19 октября запланирована канонизация ещё семерых блаженных.

## Взгляды

### Устройство Церкви
Лев XIV придерживается взгляда, что епископ прежде всего должен быть пастырем, а не администратором. Он подчёркивает, что главная задача епископа — передавать радость и красоту веры, а не просто преподавать доктрину. Лев XIV также подчёркивает необходимость большей открытости в процессе выбора епископов, включая консультации с мирянами и духовенством, но при этом сохраняет убеждение, что избрание епископа не должно превращаться в демократическое голосование.

### Гуманизм
Особое внимание Лев XIV уделяет вопросам бедности. Понтифик считает возможным побороть нищету только при помощи трудоустройства, строительства жилья и обеспечения доступа к образованию к здравоохранению. Бедных папа считает свидетелями христианской надежды, а помощь бедным — вопросам мировой справедливости. Главным ориентиром для защиты человеческого достоинства папа считает Всеобщую декларацию прав человека. Особенной критике со стороны Льва XIV подвергается направление ресурсов не на борьбу с бедностью, а на производство оружия.
Несмотря на критику наркотической зависимости как болезни, папа призывает бороться не с зависимыми, а с самим явлением наркоторговли, с несправедливостью по отношению к зависимым, доведённым до крайности безысходностью.

### Гендерная проблематика
Будучи епископом в Чиклайо, Превост выступил против включения в учебную программу «преподавания гендерной проблематики в школах» в Перу, заявив, что «продвижение гендерной идеологии сбивает с толку, поскольку стремится создать гендеры, которых не существует». Также он критически высказывался по теме потенциального введения в Римско-католической церкви женского священства.

### Гомосексуальность
В 2012 году кардинал Превост сетовал на то, что массовая культура поощряет «симпатию к верованиям и практикам, которые противоречат Евангелию», ссылаясь на «гомосексуальный образ жизни» и «альтернативные семьи, состоящие из однополых партнёров и их приёмных детей». Когда Превост стал кардиналом в 2023 году, Catholic News Service спросила, изменились ли его взгляды с 2012 года. Он признал, что согласен с призывом папы Франциска к более открытой и принимающей Церкви. Превост заявил, что он как и Папа Франциск не хочет, чтобы людей исключали из Церкви только из-за сделанных ими выборов — будь то образ жизни, профессия, стиль одежды или что-либо другое.
После того, как в 2023 году папа Франциск объявил fiducia supplicans, позволив католическим священникам благословлять пары, не состоящие в браке согласно церковному учению (включая однополые пары), он раскритиковал непрактичность этой декларации в тех частях Африки, где гомосексуальность по-прежнему незаконна, заявив, что «наша культурная ситуация такова, что применение этого документа просто не сработает». Превост подчеркнул, что епископским конференциям следует предоставить определённую свободу в том, как применять документ в конкретных условиях.
В целом же, Превост очень мало и редко высказывался на эту тему, чтобы можно было с уверенностью судить о его взглядах.

### Рукоположение женщин
Обсуждая вопрос рукоположения женщин в октябре 2023 года, Превост заявил, что длительная традиция Церкви не позволяет рассматривать возможность священства для женщин. Ранее папа выступал против рукоположения женщин в сан диакона, заявляя, что это не только «не обязательно решает проблему», но и «может создать проблемы новые». В то же время он отметил, что вопрос о женщинах-дьяконах стал предметом двух ватиканских комиссий, что свидетельствует об открытости к его рассмотрению, добавляя, что «женщины могут внести большой вклад в жизнь Церкви на самых разных уровнях».

### Беженцы и мигранты
Будучи епископом Чиклайо, Превост активно помогал венесуэльским беженцам, особенно когда в Перу против них начало нарастать негативное отношение.
По вопросам миграции Превост неоднократно критиковал политику Дональда Трампа. В своих публикациях в X (бывшем Twitter) он осуждал разделение семей мигрантов, запрет на въезд граждан ряда преимущественно мусульманских стран и массовые депортации, заявляя о несоответствии таких мер христианским ценностям.
Отдельно Превост критиковал вице-президента США католика Джей Ди Вэнса за искажение христианского учения о любви. Он выступил против трактовки Вэнсом концепции ordo amoris (порядка любви) для оправдания неравного отношения к людям в зависимости от их происхождения или социального статуса. Превост подчеркнул, что Иисус Христос не учит расставлять приоритеты в любви между разными группами людей.
Позиция Льва XIV отражает преемственность курса папы Франциска: акцент на защиту бедных и мигрантов, осуждение национализма и ксенофобии.

### Спорт
Лев XIV считает спорт полезным для воспитания, поскольку подаёт пример трудящейся сообща команды, в которой талант каждого служит общему благу; вместе с тем папа отмечает, что превращение спорта в бизнес рискует лишить его педагогической ценности, и призывает быть бдительными в вопросах нравственного качества профессионального спорта. В спорте для Льва XIV сочетаются радость жизни, праздник, дружба, безвозмездность, диалог и открытость. По мнению папы, спорт наполнен надеждой, предполагает стремление к цели, улучшению результата, а умение сотрудничать и работать в команде. В эпоху одиночества и индивидуализма спорт папе видится одним из инструментов воссоединения и встречи между народами, в общинах, в школах, на работе, в семьях; а также способом возвращения в реальность из виртуальной связи.

### Искусственный интеллект
Сам выбор имени Лев был сделан кардиналом Превостом под влиянием развивающегося ИИ: папа сравнивает себя с Львом XIII, чья энциклика «Rerum Novarum» впервые затронула вопросы отношения церкви к промышленной революции, и делает акцент на том, что его понтификат выпадает на новую промышленную революцию, основанную на искусственном интеллекте. В качестве примеров позитивного влияния ИИ Лев XIV приводит достижения в медицине и науке, однако беспокойство у папы вызывает влияние ИИ на неврологическое и интеллектуальное развитие подрастающего поколения. Кроме того, опасения вызывает и то, что ИИ может угрожать свободе, идентичности и этическим ориентирам человека.

### Свобода слова
Для Льва XIV свобода слова — неотъемлемое общее благо, особое признание в области борьбы за свободу слова папа выражает перуанской журналистке Паоле Угас.

### Преступность
Лев XIV продолжает линию папы Франциска противостояния употреблению и распространению наркотических средств. Понтифик считает, что правительства обязаны бороться с разветвлёнными сетями сбыта наркотиков, признавая существующие финансовые интересы преступных организаций.

## Личная жизнь
У Льва XIV есть два брата: Луис, военный на пенсии, и Джон, бывший директор католической школы. По словам Джона Превоста, до конклава они втроём обсуждали, какое тронное имя их брату стоит выбрать в случае своего избрания.
Папа Лев XIV говорит на английском и испанском языках. Также в некоторой мере владеет итальянским, французским, португальским. Может читать на латыни и немецком.

## Публикации
Папа Лев XIV — автор ряда публикаций. Он является автором одной опубликованной книги: «Правила и уставы ордена Святого Августина», диссертации «Должность и полномочия местного приора в Ордене Святого Августина», а также ряда журнальных статей и глав в коллективных сборниках.
Публикации, в основном, посвящены истории и современному функционированию ордена Августинцев и личности Святого Августина. На русский язык они не переводились.
Диссертация
- The office and authority of the local Prior in the Order of Saint Augustine (JCD thesis). Pontifical University of Saint Thomas Aquinas. 1987. OCLC 310749292.[106]

Книга
- Rule and Constitutions of the Order of Saint Augustine. — Pennsylvania : Augustinian Historical Institute, Villanova University, 2002.[1][107]

Главы в сборниках
- Sint-Augustinus, een fascinerend man // Sint-Augustinus :  [нид.]. — Brussels : Mercator, 2007. — P. 7–8. — ISBN 9789061537311.[108]
  - Saint Augustin, une présentation // Saint Augustin :  [фр.]. — Mercator, 2007. — P. 7–8.[прим. 3][108]
- Delle Foglie, Anna. Presentazione // La cappella Caracciolo del Sole a San Giovanni a Carbonara :  [итал.]. — Jaca Book, 2011. — ISBN 978-88-16-41107-4.[109]
- Conclusion // La ripresa dell'ordine: gli agostiniani tra 1850-1920 : Congresso dell'Istituto storico Agostiniano, Roma 15-19 ottobre 2012 :  [итал.]. — Institutum historicum Augustinianum, 2012.

Журнальные статьи
- The Office and Authority of the Local Augustinian Prior 4. The munus docendi. Augustinian Heritage. 33: 187–200. 1987. ISSN 0888-2274.
- Palabras conclusivas del R.P. Robert Prevost, prior general de la Orden de San Agustín, sobre los agustinos y el estudio de la patrología. Religión y Cultura (исп.). 5/II: 503–510. 2006. ISBN 987-21404-6-4.
- Prevost, Robert (2006). Grußwort des P. Generalpriors Robert Prevost. Augustiniana (нем.). 56 (3/4): 199–200. ISSN 0004-8003. JSTOR 44993213.
- Homilía de la Eucaristía de clausura: parroquia Santa Rita de Madrid, 26 noviembre 2006. Revista agustiniana (исп.). 48 (145): 189–193. 2007. ISSN 0211-612X.